# Porntip Buranaprasertsuk
Porntip Buranaprasertsuk (født 24. oktober 1991) er en badmintonspiller fra Thailand. Buranaprasertsuk vandt sin første Super Series- titel ved 2011 India Open den 1. maj 2011 og blev den første thailandske til at vinde i kvinders singeltitel i Superseries-turneringener.